# Avril 1926

## Événements
- Avril - mai : les troupes rebelles Druzes entrent dans Damas. Le haut-commissaire Maurice Sarrail fait bombarder la ville par l’aviation française, entraînant des pertes humaines et matérielles considérables (9 mai). Il parvient à reprendre le contrôle de la vieille ville mais pas à pacifier la Ghouta. Rendu responsable de la révolte, Sarrail est rappelé au profit du sénateur radical Henry de Jouvenel.

- 1er avril : en Équateur, les militaires confient le pouvoir à un civil, Isidro Ayora.
- 20 avril, Chine : Duan Qirui est renversé à Pékin par Feng Yuxiang.

- 24 avril : traité de Berlin entre l'Allemagne et l'URSS. Pacte d’amitié et de non-agression

- 25 avril : Targa Florio.
- 27 avril : à Pendine Sands, J. G. Parry-Thomas établit un nouveau record de vitesse terrestre : 272,45 km/h.
- 28 avril :
  - un nouveau gouvernement syrien est formé par Henry de Jouvenel avec pour programme la constitution d’un traité franco-syrien et la mise en place d’une constitution. Les nationalistes refusent à nouveau les propositions françaises. Jouvenel promet des élections dans les régions syriennes non révoltées. Il désigne Tajj ad-Din al-Hassani comme chef du gouvernement de l’État de Syrie. Il est favorable à la reconstitution de la Syrie unitaire, mais devant l’opposition des nationalistes, il rétablit un régime d’administration directe à Damas tandis que l’armée reprend peu à peu le contrôle du pays.
  - À Pendine Sands, J. G. Parry-Thomas établit un nouveau record de vitesse terrestre : 274,59 km/h.
- 29 avril : accord de Washington sur les dettes de guerre.

## Naissances
- 2 avril : Jack Brabham, pilote automobile australien, champion du monde de Formule 1 en 1959, 1960 et 1966 († 19 mai 2014).
- 3 avril : Virgil Grissom, astronaute américain († 27 janvier 1967).
- 5 avril : Roger Corman, réalisateur et producteur de cinéma américain († 9 mai 2024).
- 9 avril : Hugh Hefner, futur fondateur de "Playboy" en 1953 († 27 septembre 2017).
- 12 avril : Jane Withers, actrice américaine († 7 août 2021).
- 21 avril : Élisabeth II du Royaume-Uni, souveraine du Commonwealth († 8 septembre 2022).
- 22 avril :
  - Xavier Depraz (Xavier Delaruelle), chanteur d'opéra († 18 octobre 1994).
  - Charlotte Rae, actrice américaine († 5 août 2018).
  - Aaron Spelling, producteur américain de séries télévisées († 23 juin 2006).
- 30 avril : Cloris Leachman, actrice américaine († 27 janvier 2021).

## Décès
- 1er avril : Jacob Pavlovitch Adler, acteur russe (° 12 février 1855).
- 7 avril : Giovanni Amendola, journaliste et homme politique italien (° 15 avril 1882).
- 20 avril : Billy Quirk, acteur américain (° 29 mars 1873)
- 21 avril : George Washington Murray, homme politique américain (° 22 septembre 1853).
- 24 avril : 
  - Luis Mazzantini, matador espagnol (° 10 octobre 1856).
  - Sunjong, 2e empereur de Corée (° 25 mars 1874).
- 30 avril : Bessie Coleman, aviatrice américaine (° 26 janvier 1892)